# Cabar Sul
Cabar Sul fue una de las diosas adoradas por los celtas que se establecieron en España.
Se le atribuía influencia bienhechora en la curación de ciertas enfermedades, suponiéndose que este poder se refiere a las virtudes curativas de los numerosos manantiales termales de la Península.